# ポルシェ PFM3200
ポルシェ PFM3200
ポルシェ PFM3200
- 用途：ゼネラル・アビエーション
- 製造者：ポルシェ
- 生産数：約80基

ポルシェ PFM3200は、有名なポルシェ・911の自動車用エンジンから開発された航空機用の空冷水平対向6気筒エンジンである。「PFM」の名称は、このエンジンの設計部門「Porsche-Flugmotoren（ポルシェ航空エンジン）」から由来している。

## 歴史
1950年代、ヨーロッパの軽飛行機メーカーは少改造を施したポルシェやフォルクスワーゲンの自動車用空冷エンジンを航空機用エンジンとして取り付け始めた。ポルシェは何社かに協力して1957年から1963年までの約6年の間メーカー製のポルシェ678シリーズを製造した。このエンジンは信頼性に富む排気量1,590ccの小型のもので、バリエーションにより55hpから70hpを発生した。
ポルシェは911から派生したもっと大きなエンジンで航空機エンジン市場に再参入しようと、1981年に新型エンジンPFM3200の開発を開始した。このエンジンは通常のものより高回転で回るので、普通のプロペラを回転させるために0.442 : 1の減速比のリダクションギアを使用していた。高速の飛行速度を実現するためには、古いエンジンに比べよりスムースに回転が要求され、同様により静粛な飛行のためにマフラーが採用された。3,164ccの排気量（3200のエンジン名の由来）は、自然吸気のNシリーズで210hpを、ターボチャージャー付のTシリーズでは240hpを発生した。この値は、同サイズの通常の低回転エンジンが発生する馬力のほぼ2倍であった。シングルレバー操作、全姿勢での燃料とオイル供給、自動高度調整の直接燃料噴射が標準装備され、オプションでターボチャージャーがついた。PFM3200は、市場で最も進んだエンジンであった。
1985年遅くにPFM3200が市場に導入されるとジェネラルアビエーション市場では期待が高まったが、1980年代末の市場の急激な沈滞を受けて1991年には生産ラインを閉じ、ポルシェは航空機エンジン市場から撤退した。このエンジンの開発と販売（約80基）に掛かった費用は7,500万ドルとみられている。市場での販売期間が短かったにもかかわらず、PFM3200は様々な航空機の標準エンジンやワンオフの改造機のエンジンとして装備されているのが見られる。これらの機体にはエクストラ・330、ムーニー・M20L、ソカタ・TB-16、ロビン・DR400、Ruschmeyer・MF-85等がある。ムーニー・M20Lのみが量産機として生産され1988年に40機、そして1989年にもう1機が製造された。
アメリカ合衆国の法律では、多数のエンジンが使用されている場合にはメーカーはこれらに対し保守パーツの供給と整備をし続けなければならないと規定している。ポルシェは所有者が他のエンジンに載せ換えることに同意すれば市場にある全てのPFM3200を買い上げることに決定した。

## バリエーション
- N00: 低率自動燃料供給
- N01: 212 hp at 5,300 rpm
- N03: ムーニー M20L 用に承認された N01。217 hp at 5,300 rpm
- T03: N03 とほぼ同型。ギャレット製ターボチャージャー装備。 241 hp at 5,300 rpm、上昇限度 18,000 ft

## 主要諸元
PFM3200N
- タイプ：空冷水平対向6気筒
- ボア×ストローク：95 mm×74.4 mm
- 排気量：3,164 cc
- 圧縮比：9.2
- 全長：973 mm
- 全幅：854 mm
- 乾燥重量：179.2 kg
- 離昇馬力：209 hp

## 資料
- Helmuth Bott, Heinz Dorsch, "Porsche Aircraft Engine P F M 3200", SAE International, April 1985, #850895
- Alfred Scott, "Dead on Arrival: Porsche PFM", Falco Builder Letter, March 1988